# Angutit Inersimasut GM 2016
La stagione 2016 del Campionato groenlandese di calcio è stata, nella storia della competizione, la 46ª ad assegnare il titolo di campione di Groenlandia.  La fase finale della competizione si è tenuta a Nuuk dal 7 al 14 Agosto 2016. L'edizione è stata vinta dalla B-67 per la quinta volta consecutiva e tredicesima nella sua storia.

## Gironi di Qualificazione regionale

### Groenlandia del Nord
| Pos. | Squadra    | Partite | W | D | L | GF | GS | DF.R | Pt. |
| ---- | ---------- | ------- | - | - | - | -- | -- | ---- | --- |
| 1.   | FC Malamuk | 2       | 2 | 0 | 0 | 9  | 2  | +7   | 6   |
| 2.   | Ukaleq-55  | 2       | 0 | 1 | 1 | 3  | 5  | -2   | 1   |
| 3.   | Eqaluk-56  | 2       | 0 | 1 | 1 | 5  | 10 | -5   | 1   |

### Disko Bay
| Pos. | Squadra        | Partite | W | D | L | GF  | GS  | DF.R | Pt. |
| ---- | -------------- | ------- | - | - | - | --- | --- | ---- | --- |
| 1.   | Qeqertarsuaq   | 3       | 2 | 1 | 0 | (?) | (?) | (?)  | 7   |
| 2.   | Nagdlunguaq-48 | 3       | 2 | 0 | 1 | (?) | (?) | (?)  | 6   |
| 3.   | Kugsak-45      | 3       | 1 | 1 | 1 | (?) | (?) | (?)  | 4   |
| 4.   | Tupilak-41     | 3       | 0 | 0 | 3 | (?) | (?) | (?)  | 0   |

- Alcuni dati su gol fatti e subiti non sono disponibili.

### Groenlandia centrale
Kagssagssuk Maniitsoq qualificata per il Turno finale.

### Distretto Centrale
| Pos. | Squadra                        | Partite | W | D | L | GF | GS | DF.R | Pt. |
| ---- | ------------------------------ | ------- | - | - | - | -- | -- | ---- | --- |
| 1.   | B-67                           | 2       | 2 | 0 | 0 | 24 | 1  | +23  | 6   |
| 2.   | Nuuk IL                        | 2       | 1 | 0 | 1 | 15 | 5  | +10  | 3   |
| 3.   | Grønlands Seminarius Sportklub | 2       | 0 | 0 | 2 | 0  | 33 | -33  | 0   |

Inuit Timersoqatigiiffiat-79 qualificato al Turno Finale per ripescaggio.

### Groenlandia dell'Est
TM-62 qualificato per il turno finale.

### Groenlandia del Sud
Siuteroq Nanortalik-43 qualificato per il turno finale.

## Turno Finale

### Girone A
| 1. | Nagdlunguaq-48               | 3 | 3 | 0 | 0 | 17 | 0  | +17 | 9 |    |            |   |   |   |   |   |   |    |   |
| 2. | Inuit Timersoqatigiiffiat-79 | 3 | 2 | 0 | 1 | 16 | 7  | +9  | 6 | 3. | FC Malamuk | 3 | 1 | 0 | 2 | 5 | 8 | -3 | 3 |
| 4. | TM-62                        | 3 | 0 | 0 | 3 | 1  | 24 | -23 | 0 |    |            |   |   |   |   |   |   |    |   |

| Data           | Squadra A                    | Score  | Squadra B      | Stadio             |
| -------------- | ---------------------------- | ------ | -------------- | ------------------ |
| 7 Agosto 2016  | Inuit Timersoqatigiiffiat-79 | 11 - 0 | TM-62          | Nuuk Stadium, Nuuk |
| 7 Agosto 2016  | FC Malamuk                   | 0 - 2  | Nagdlunguaq-48 | Nuuk Stadium, Nuuk |
| 9 Agosto 2016  | TM-62                        | 0 - 10 | Nagdlunguaq-48 | Nuuk Stadium. Nuuk |
| 9 Agosto 2016  | Inuit Timersoqatigiiffiat-79 | 5 - 2  | FC Malamuk     | Nuuk Stadium, Nuuk |
| 10 Agosto 2016 | TM-62                        | 1 - 3  | FC Malamuk     | Nuuk Stadium, Nuuk |
| 10 Agosto 2016 | Inuit Timersoqatigiiffiat-79 | 0 - 5  | Nagdlunguaq-48 | Nuuk Stadium, Nuuk |

### Girone B
| Pos. | Squadra                | Partite | W | D | L | GF | GS | DF.R | Pt. | Qualificati al Turno                                 |
| ---- | ---------------------- | ------- | - | - | - | -- | -- | ---- | --- | ---------------------------------------------------- |
| 1.   | B-67 Nuuk              | 3       | 3 | 0 | 0 | 8  | 0  | +8   | 9   | Qual.CocaColaGM 2016 Semifinale                      |
| 2.   | G-44 Qeqertarsuaq      | 3       | 2 | 0 | 1 | 7  | 4  | +3   | 6   | Qual.CocaColaGM 2016 Semifinale                      |
| 3.   | Siuteroq Nanortalik-43 | 3       | 1 | 0 | 2 | 3  | 6  | -3   | 3   | Qualificato al match per il 5º posto CocaColaGM 2016 |
| 4.   | Kagssagssuk Maniitsoq  | 3       | 0 | 0 | 3 | 3  | 11 | -8   | 0   | Qualificato al match per il 7º posto CocaColaGM 2016 |

| Data           | Squadra A              | Score | Squadra B              | Stadio             |
| -------------- | ---------------------- | ----- | ---------------------- | ------------------ |
| 7 Agosto 2016  | G-44 Qeqertarsuaq      | 0 - 2 | B-67 Nuuk              | Nuuk Stadium, Nuuk |
| 7 Agosto 2016  | Siuteroq Nanortalik-43 | 3 - 1 | Kagssagssuk Maniitsoq  | Nuuk Stadium, Nuuk |
| 9 Agosto 2016  | G-44 Qeqertarsuaq      | 1 - 0 | Siuteroq Nanortalik-43 | Nuuk Stadium, Nuuk |
| 9 Agosto 2016  | B-67 Nuuk              | 2 - 0 | Kagssagssuk Maniitsoq  | Nuuk Stadium, Nuuk |
| 10 Agosto 2016 | B-67 Nuuk              | 4 - 0 | Siuteroq Nanortalik-43 | Nuuk Stadium, Nuuk |
| 10 Agosto 2016 | G-44 Qeqertarsuaq      | 6 - 2 | Kagssagssuk Maniitsoq  | Nuuk Stadium, Nuuk |

## Turno Play-Off

### Match per il settimo posto
| Data           | Squadra A | Score  | Squadra B             | Stadio             | Vincitore                               |
| -------------- | --------- | ------ | --------------------- | ------------------ | --------------------------------------- |
| 13 Agosto 2016 | TM-62     | 0 - 10 | Kagssagssuk Maniitsoq | Nuuk Stadium, Nuuk | Kagssagssuk Maniitsoq - 7º Classificato |

### Match per il quinto posto
| Data           | Squadra A  | Score | Squadra B              | Stadio             | Vincitore                                |
| -------------- | ---------- | ----- | ---------------------- | ------------------ | ---------------------------------------- |
| 13 Agosto 2016 | FC Malamuk | 1 - 2 | Siuteroq Nanortalik-43 | Nuuk Stadium, Nuuk | Siuteroq Nanortalik-43 - 5º Classificato |

### Semifinali
| Data           | Squadra A      | Score | Squadra B                    | Stadio             | Vincitore                              |
| -------------- | -------------- | ----- | ---------------------------- | ------------------ | -------------------------------------- |
| 12 Agosto 2016 | Nagdlunguaq-48 | 2 - 0 | G-44 Qeqertarsuaq            | Nuuk Stadium, Nuuk | Nagdlunguaq-48 - in Finale 1º/2º Posto |
| 12 Agosto 2016 | B-67 Nuuk      | 4 - 0 | Inuit Timersoqatigiiffiat-79 | Nuuk Stadium, Nuuk | B-67 Nuuk - in Finale 1º/2º Posto      |

### Finale 3º e 4º Posto
| Data           | Squadra A         | Score | Squadra B                    | Stadio             | Vincitore                                      |
| -------------- | ----------------- | ----- | ---------------------------- | ------------------ | ---------------------------------------------- |
| 14 Agosto 2016 | G-44 Qeqertarsuaq | 1 - 6 | Inuit Timersoqatigiiffiat-79 | Nuuk Stadium, Nuuk | Inuit Timersoqatigiiffiat-79 - 3º Classificato |

### Finale 1º e 2º Posto
| Data           | Squadra A      | Score | Squadra B | Stadio             | Vincitore                                        |
| -------------- | -------------- | ----- | --------- | ------------------ | ------------------------------------------------ |
| 14 Agosto 2016 | Nagdlunguaq-48 | 1 - 3 | B-67 Nuuk | Nuuk Stadium, Nuuk | B-67 Nuuk - Campione di Groenlandia (13º Titolo) |